# 12. kolovoza
12. kolovoza (12. 8.) 224. je dan godine po gregorijanskom kalendaru (225. u prijestupnoj godini).
Do kraja godine ima još 141 dan.

## Događaji
- 1687. – Bitka kod Mohača, velika pobjeda hrv.-uga., austrijskih i bavarskih snaga nad Turcima
- 1877. – Asaph Hall otkrio Marsov mjesec Deimos ("užas").
- 1927. – Najviši vrh Mount Blanca (Cour Majour) kršten je imenom Benita Mussolinija.
- 1946. – Britanska je vlada naredila zaustavljanje useljavanja u Palestinu, a preostale Židove koji su željeli imigrirati internirala je na Cipar.
- 1978. – Japan i Kina sklopili su sporazum o miru i prijateljstvu koji je normalizirao odnose dugogodišnjih neprijatelja.
- 1981. – IBM je predstavio Model 5150, prvo osobno računalo u povijesti računalne tehnike.
- 1985. – Japanski Boeing 747 srušio se u planini na letu Tokio-Osaka. U najvećoj nesreći jednog zrakoplova u povijesti poginulo je 520 putnika i članova posade.
- 2000. – Katastrofa ruske nuklearne podmornice "Kursk" u Barentsovom moru. Nitko od 118 mornara nije preživio.

| - 1750. – Matija Petar Katančić, književnik i prevoditelj, autor prvog tiskanog prijevoda Biblije na hrvatski - 1887. – Erwin Schrödinger, austrijski fizičar († 1961.) - 1881. – Cecil B. DeMille, američki filmski redatelj i producent († 1959.) - 1905. – Hans Urs von Balthasar, švicarski katolički teolog († 1988.) - 1907. – Ljudevit Vujković Lamić – Moco, hrvatski književnik i športski radnik iz Bačke († 1972.) - 1923. – Dragutin Haramija, hrvatski političar († 2012.) - 1946. – Duško Jeličić, hrvatski glazbenik - 1949. – Mark Knopfler, britanski gitarist, rock pjevač i skladatelj - 1954. – Marija Krpan, hrvatska glumica - 1971. – Pete Sampras, američki tenisač - 1977. – Iva Majoli, hrvatska tenisačica - 1979. – Marin Skender, hrvatski nogometni vratar - 1983. – Luka Nižetić, hrvatski pjevač - 1988. – Tyson Fury, britanski boksač | - 30. pr. Kr. – Kleopatra VII Philopator, kraljica Egipta - 875. – Ludovik II., car Svetog Rimskog Carstva (* 825.) - 1827. – William Blake, engleski književnik, slikar i grafičar (* 1757.) - 1864. – Franc Šbül slovenski pjesnik i katolički svećenik u Mađarskoj (* 1825.) - 1873. – Janoš Kardoš slovenski pisac, pjesnik, prevoditelj, učitelj, politični vladar i evangelički svećenik u Mađarskoj (* 1801.) - 1928. – Leoš Janáček, češki skladatelj - 1945. – Karl Leisner, njemački katolički svećenik (* 1915.) - 1955. – Thomas Mann, njemački književnik i nobelovac, autor romana Smrt u Veneciji (* 1875.). - 1955. – Mato Hanžeković, hrvatski književnik (* 1884.) - 1960. – Smiljan Zvonar, hrvatski teolog, svećenik, redovnik i politički zatvorenik (* 1919.) - 1982. – Henry Fonda, američki glumac (* 1905.) |

## Blagdani i spomendani
- Međunarodni dan mladih